# Fundo soberano
Fundo soberano ou fundo de riqueza soberana (em inglês:  sovereign wealth fund, SWF) é um instrumento financeiro adotado por alguns países que utilizam parte de suas reservas internacionais. Os fundos soberanos administram recursos provenientes, em sua maioria, da venda de recursos minerais e petróleo. Segundo o International Working Group of Sovereign Wealth Funds (IWG), a principal fonte financeira para os Fundos Soberanos é a venda de recursos minerais e os royalties diretamente ligados à atividade de exploração destes recursos.
Embora menos representativa, há uma parcela de recursos oriundas de superávits em conta-corrente, sobretudo nos Fundos Soberanos dos países asiáticos, que experimentaram na década de 1990 um incremento no fluxo financeiro e comercial. Entre os mais importantes, figuram os de Dubai, Noruega, Catar, Singapura e China, este criado em 2007 com aporte de 200 bilhões de dólares. Essa modalidade de investimento estatal está crescendo de forma considerável e vem sendo utilizada, na maioria das vezes, para adquirir participações em empresas estrangeiras, com objetivos financeiros e estratégicos.
Os países mais industrializados (Alemanha, Canadá, Estados Unidos, França, Reino Unido, Itália e Japão), reunidos no G7, pediram o estabelecimento de um código de boas práticas para estes fundos, a fim de fortalecer principalmente sua "transparência e previsibilidade", diante da intensa movimentação de capitais verificados durante a crise resultante da quebra do banco Lehman Brothers e o consequente estouro da bolha imobiliária americana em 2008.  
Para o Fundo Monetário Internacional (FMI), o aumento em tamanho e em número desses fundos  merece atenção reforçada, diante das conseqüências potenciais que poderão ter sobre os mercados financeiros e os investimentos, especialmente quanto ao financiamento de grupos extremistas pelo mundo. Em 2008 estimava-se que o montante dos fundos soberanos já somava três trilhões de dólares.
O Fundo Soberano do Brasil (FSB) foi o fundo soberano do Brasil, criado em 24 de dezembro de 2008 e extinto em 20 de setembro de 2019 e tinha como objetivos promover investimentos em ativos no Brasil e no exterior, formar poupança pública, fomentar projetos de interesse estratégico do País localizados no exterior e mitigar os efeitos dos ciclos econômicos.
Alguns entes federativos criaram seus próprios fundos soberanos, como os estados do Rio de Janeiro e do Espírito Santo, e os municípios de Niterói, Maricá (RJ) e Ilha Bela (SP), a partir recursos de royalties de petróleo e gás natural.
Maiores fundos soberanos do mundo
| País                    | Sigla | Nome                                           | Ativos (em bilhões) | Data de fundação | Origem   | valor por cidadão |
| ----------------------- | ----- | ---------------------------------------------- | ------------------- | ---------------- | -------- | ----------------- |
| Noruega                 | SPU   | Fundo Estatal de Pensões                       | $875,0              | 1976             | Petróleo | $163.000          |
| Abu Dhabi               | ADIA  | Abu Dhabi Investment Authority                 | $350                | 1990             | Petróleo | $74.500           |
| Singapura               | GIC   | Government of Singapore Investment Corporation | $330,0              | 1981             | Diversos | $100.000          |
| Arábia Saudita          | PIF   | Public Investment Fund                         | $300,0              | n/a              | Petróleo | $15.000           |
| Kuwait                  | KIA   | Kuwait Investment Authority                    | $250,0              | 1953             | Petróleo | $80.000           |
| China                   | CIC   | China Investment Corporation                   | $200,0              | 2007.09.28       | Diversos | $151              |
| Singapura               | TH    | Temasek Holdings                               | $159,2              | 1974             | Diversos | $35.400           |
| Rússia                  | SFRF  | Stabilization Fund of the Russian Federation   | $158,0              | 2004.01.01       | Petróleo | $1.180            |
| Canadá                  | CPP   | CPP Investment Board                           | $119,4              | 1999             | Petróleo | $12.800           |
| Austrália               | FFMA  | Australian Government Future Fund              | $61,3               | 2004             | Diversos | $2.900            |
| Catar                   | QIA   | Qatar Investment Authority                     | $50,0               | 2000             | Petróleo | $250.000          |
| Estados Unidos (Alasca) | APFC  | Alaska Permanent Fund                          | $40,1               | 1976             | Petróleo | $61.000           |
| Líbia                   | LIA   | Libyan Investment Authority                    | $40,0               | 2007             | Petróleo | $7.200            |
| Brunei                  | BIA   | Brunei Investment Agency                       | $30,0               | 1983             | Petróleo | $90.100           |
| Coreia do Sul           | KIC   | Korea Investment Corporation                   | $20,0               | 2005             | Diversos | $417              |
| Timor-Leste             | FP    | Fundo Petrolífero de Timor-Leste               | $18,5               | 2005             | Petróleo | $13.795           |
| Malásia                 | KN    | Khazanah Nasional                              | $18,3               | 1993             | Diversos | $658              |
| Cazaquistão             | KNF   | Kazakhstan National Fund                       | $17,8               | 2000             | Petróleo | $1.170            |
| Taiwan                  | NSF   | National Stabilisation Fund                    | $15,0               | 2000             | Diversos | $652              |
| Irão                    | OSF   | National Development Fund                      | $12,9               | 1999             | Petróleo | $174              |
| Dubai                   | -     | Istithmar                                      | n/a                 | 2003             | Petróleo | n/a               |